# Болінас (Каліфорнія)
Болінас (англ. Bolinas) — переписна місцевість (CDP) в США, в окрузі Марін штату Каліфорнія. Населення — 1483 особи (2020).

## Географія
Болінас розташований за координатами 37°55′4″ пн. ш. 122°42′34″ зх. д. / 37.91778° пн. ш. 122.70944° зх. д. (37.917725, -122.709502).  За даними Бюро перепису населення США в 2010 році переписна місцевість мала площу 15,09 км², уся площа — суходіл.

## Демографія
Згідно з переписом 2010 року, у переписній місцевості мешкало 1620 осіб у 698 домогосподарствах у складі 345 родин. Густота населення становила 107 осіб/км².  Було 986 помешкань (65/км²).
Расовий склад населення:
| - 86,8 % — білих - 1,7 % — чорних або афроамериканців - 1,0 % — азіатів - 0,9 % — вихідців з тихоокеанських островів - 0,6 % — корінних американців - 4,0 % — осіб інших рас |

До двох чи більше рас належало 5,1 %. Частка іспаномовних становила 16,0 % від усіх жителів.
За віковим діапазоном населення розподілялося таким чином: 14,4 % — особи молодші 18 років, 68,1 % — особи у віці 18—64 років, 17,5 % — особи у віці 65 років та старші. Медіана віку мешканця становила 49,3 року. На 100 осіб жіночої статі у переписній місцевості припадало 115,1 чоловіків;  на 100 жінок у віці від 18 років та старших — 113,6 чоловіків також старших 18 років.
Середній дохід на одне домашнє господарство  становив 128 325 доларів США (медіана — 74 524), а середній дохід на одну сім'ю — 154 411 долар (медіана — 116 186). Медіана доходів становила 51 034 долари для чоловіків та 41 500 доларів для жінок. За межею бідності перебувало 16,9 % осіб, у тому числі 29,6 % дітей у віці до 18 років та 1,5 % осіб у віці 65 років та старших.
Цивільне працевлаштоване населення становило 804 особи. Основні галузі зайнятості: освіта, охорона здоров'я та соціальна допомога — 27,9 %, науковці, спеціалісти, менеджери — 20,5 %, роздрібна торгівля — 13,8 %, мистецтво, розваги та відпочинок — 10,8 %.